# Portuguès de Guinea Bissau
Portuguès de Guinea Bissau (Português Guineense) és la varietat de portuguès parlada a Guinea Bissau, on és la llengua oficial. Segons estadístiques de 1983, el 44% de la població de Guinea Bissau parlava criolls de base portuguesa, l'11% parlava el portuguès i la resta, diverses llengües africanes. La fonologia estandarditzada és prop de la del portuguès europeu, però per als segons i tercers parlants és afectada per la fonologia de les llengües nadiues i sembla portuguès brasiler.

## Situació de la llengua portuguesa a la Guinea-Bissau
La presència del portuguès en la Guinea Bissau és poc expressiva, verificada pel petit percentatge de població guineana que té el portuguès com a llengua materna i, també, perquè menys de 15% té un domini acceptable del portuguès. L'espai geogràfic del país en que preval la lusofonia correspon a la zona cèntrica i comercial de la capital, Bissau, coneguda com "a praça".
Aquesta situació s'ha agreujat a Guinea Bissau, per tal com és envoltada per països francòfons, perquè hi ha una gran comunitat immigrant vinguda del Senegal i de la Guinea (països de llengua oficial francesa), en raó de l'obertura a la integració sub-regional i la gran participació dels immigrants francòfons en el comerç, la qual cosa duu al fet que hi hagi actualment una forta tendència, a utilitzar i aprendre més el francès que el portuguès. Hi ha qui defensa que actualment el francès ja és la segona llengua més parlada a Guinea Bissau, després del crioll.

## Ortografia
Guinea Bissau va participar en els treballs d'elaboració de l'Acord Ortogràfic de 1990 amb una delegació formada per João Wilson Barbosa i el poeta i periodista António Soares Lopes Júnior, més conegut com a Toni Tcheka i firmat per Alexandre Brito Ribeiro Furtado, secretari d'estat de Cultura—, així com en les reunions de la Comunitat de Països de Llengua Portuguesa (CPLP) en la qual els dos protocols modificatius van ser aprovats.
El dia 14 de novembre de 2009, el govern de Guinea Bissau va aprovar el nou acord ortogràfic de la llengua portuguesa en una sessió extraordinària del Consell de Ministres, presidida pel president del país, Malam Bacai Sanhá. El document va ser sotmès al parlament per a efecte de ratificació. El dia 23 de novembre de 2009, els diputats de l'Assemblea Nacional Popular de Guinea Bissau van ratificar l'acord ortogràfic de la llengua portuguesa per unanimitat.

## Planificació lingüística
Quan es va fundar la CPLP, el 1996, aquest va ajudar la Guinea Bissau en l'educació al marge de les converses de pau. Molts portuguesos, brasilers i africans lusòfons (majoritàriament d'Angola) va entrar com a mestres per a augmentar la fluïditat del portuguès entre els habitants del país. El 2005, per tal d'acréixer l'ús del portuguès, hi va haver un acord entre funcionaris de Guinea i l'Institut Camões, que ja tenia una seu al centre de Bissau, a obrir locals a d'altres ciutats del país: Canchungo, Ongoré, Mansôa, Bafatá, Gabú, Buba, Catió, Bolama, Bubaque, i Quinhamel. El percentatge de parlants de portuguès s'apujà al 14%.